# Pei Gang
Pei Gang (en chino simplificado 裴钢) (Liaoning, 1953) es un biólogo molecular y farmacólogo chino, académico y expresidente de la Universidad Tongji de Shanghái.

## Trayectoria
Pei nació en Shenyang, Liaoning en 1953.
En 1977, Pei asistió a la Universidad Farmacéutica de Shenyang. Obtuvo su licenciatura y maestría en 1982 y 1984, respectivamente. Pei se matriculó en la Universidad de Carolina del Norte en Chapel Hill para realizar estudios de doctorado y recibió su doctorado en 1991.
Después de regresar a China en 1995, Pei trabajó en el Instituto de Bioquímica y Biología Celular de Shanghái. Fue director de los Institutos de Ciencias Biológicas de Shanghái de 2000 a 2007 y presidente de la Universidad de Tongji de 2007 a 2016. Pei fue elegido académico de la Academia de Ciencias de China en 1999. También es presidente de la Sociedad China de Biología Celular.
La investigación de Pei se centra en las vías de transducción de señales de GPCR. Su grupo de investigación descubrió nuevos mecanismos de las proteínas β-arrestina en la transducción de señales celulares.

## Premios
- Premio al progreso en ciencia y tecnología del HLHL (1999)
- Premio Nacional al Progreso de la Ciencia y la Tecnología, 2.ª Clase (2002, 2007)[3]